# Александр Георгиевич, 7-й герцог Лейхтенбергский
Князь Александр Георгиевич Рома́новский, 7-й герцог Лейхтенбергский (1 [13] ноября 1881, Петергоф — 28 апреля 1942, Сали-де-Беарн, Франция) — член Российского Императорского Дома (с титулом «Его Императорское Высочество»), полковник, флигель-адъютант.

## Биография
Александр Георгиевич родился в семье Георгия Максимилиановича, 6-го герцога Лейхтенбергского и его первой супруги Терезии Петровны принцессы Ольденбургской (1852—1883; дочери принца Петра Георга Ольденбургского и младшей сестры великой княгини Александры Петровны). По отцу — правнук императора Николая I, по матери — праправнук императора Павла I. Домашнее прозвище — «Сандро».
По указу императора Александра III от 1886 года о новом статусе императорской семьи, князья Лейхтенбергские носят пожалованный им титул Императорских Высочеств, почитаются, с нисходящим от них мужеского их поколения потомством, Князьями и Княжнами Императорской Крови. И только старшему сыну князя императорской крови присваивается титул Князя Императорской Крови. Поэтому Александр титуловался Ваше Императорское Высочество, как и положено Князьям императорской крови. А его младший брат Сергей только Светлостью.
В возрасте двух лет потерял мать, скончавшуюся 19 апреля 1883 года. В 1889 году его отец женился на принцессе Стане Черногорской (1867—1935). От этого брака родились его единокровные брат и сестра: Сергей и Елена.
Домашнее образование получил под руководством Георгия Михайловича фон Лайминга (1865—1958), офицера-воспитателя Николаевского кадетского корпуса.
15 мая 1901 года окончил Императорское училище правоведения (62 выпуск) и 13 августа 1901 года — Николаевское кавалерийское училище с производством в подпоручики и назначением в Гвардейскую конно-артиллерийскую бригаду.
17 ноября 1901 года зачислен в списки лейб-гвардии 4-го стрелкового Императорской фамилии батальона. 23 апреля 1902 года пожалован во флигель-адъютанты к императору Николаю II.
Дальнейшая служба проходила в лейб-гвардии Гусарском полку. 6 декабря 1915 года произведён в полковники.
Во время Первой мировой войны находился в действующей армии. Состоял в распоряжении Главнокомандующих армиями Северо-Западного и Северного фронтов. 1 июня 1916 года назначен командиром 4-го Донского казачьего графа Платова полка с зачислением в списки лейб-гвардии Гусарского полка. 27 января 1917 года отчислен от должности командира полка, с зачислением по Донскому казачьему войску и оставлением в звании флигель-адъютанта.
Не участвовал ни в каких интригах или заговорах, проявлял абсолютную лояльность императору Николаю II. В феврале 1917, накануне революции, призывал императора потребовать от членов Императорской Фамилии вторичной присяги.
9 апреля 1917 года тайно женился морганатическим браком на Надежде Николаевне Игнатьевой, урождённой Каралли (1883—1964). Обряд совершил священник небольшой церкви Святой царицы Александры в Петрограде. Великий князь Гавриил Константинович писал в своих воспоминаниях:

В начале апреля мне позвонил Сандро Лейхтенбергский и спросил, как я отношусь к вопросу о своей свадьбе — он тоже собирался жениться на Надежде Николаевне Игнатьевой, рождённой Каралли… 
…Нашу свадьбу мы назначили на 9 апреля по старому стилю на Красную Горку. Сандро Лейхтенбергский также назначил свою свадьбу на это число, сразу после нашей.

После свадьбы Александр Георгиевич продал дом в Петрограде и купил усадьбу около станции Перкиярви, куда перевёз много вещей, принадлежавших его бабке, великой княгине Марии Николаевне (в том числе семейные портреты работы Гау). Детей в браке не было.
После Октябрьской революции в России жил во Франции. В эмиграции называл себя Романовым. Почётный председатель зарубежного Объединения правоведов. Скончался 28 апреля 1942 года в Сали-де-Беарн.

## Награды
- орден Святого апостола Андрея Первозванного (20.11.1901),
- орден Святого Александра Невского (20.11.1901),
- орден Белого орла (20.11.1901),
- орден Святой Анны 1-й степени (20.11.1901),
- орден Святого Станислава 1-й степени (20.11.1901),
- орден Святого Владимира 4-й степени с мечами и бантом (09.01.1915),
- Георгиевское оружие (15.11.1915),
- орден Князя Даниила I 1-й степени (Черногория, 1902),
- орден Заслуг герцога Петра-Фридриха-Людвига 1-й степени (Ольденбург, 1902),
- орден Почётного легиона, большой крест (Франция, 1912),
- орден Святого Благовещения с цепью (Италия, 1912).